# Ataenius maghribinicus
Ataenius maghribinicus är en skalbaggsart som beskrevs av Baraud 1985. Ataenius maghribinicus ingår i släktet Ataenius och familjen Aphodiidae. Inga underarter finns listade.